# 21999 Disora
21999 Disora este un asteroid din centura principală de asteroizi.

## Descriere
21999 Disora este un asteroid din centura principală de asteroizi. A fost descoperit pe 7 decembrie 1999 la Campo Catino de Franco Mallia. El prezintă o orbită caracterizată de o semiaxă mare de 2,66 ua, o excentricitate de 0,16 și o înclinație de 14,3° în raport cu ecliptica.